# Mykoła Musijenko
Mykoła Musijenko (ukr. Микола Мусієнко, ros. Николай Мусиенко, ur. 16 grudnia 1959 w Dniepropetrowsku) – ukraiński lekkoatleta, startujący w barwach Związku Radzieckiego, specialista trójskoku, dwukrotny halowy mistrz Europy.

## Kariera sportowa
Zdobył brązowy medal w trójskoku na halowych mistrzostwach Europy w 1982 w Mediolanie, przegrywając jedynie z Bélą Bakosim z Węgier i swym kolegą z reprezentacji ZSRR Hienadzijem Walukiewiczem. Zwyciężył w tej konkurencji na kolejnych halowych mistrzostwach Europy w 1983 w Budapeszcie, przed Walukiewiczem i Bakosim.
7 czerwca 1986 w Leningradzie podczas Memoriału Braci Znamieńskich ustanowił rekord Europy w trójskoku skokiem na odległość 17,78 m. W sierpniu tego roku rekord ten został poprawiony przez Christo Markowa z Bułgarii. Musijenko zajął 6. miejsce w tej konkurencji na mistrzostwach Europy w 1986 w Stuttgarcie oraz 3. miejsce na igrzyskach dobrej woli w 1986 w Moskwie.
Zdobył brązowy medal na halowych mistrzostwach Europy w 1987 w Liévin, za Francuzem Serge Hélanem i Markowem. Zwyciężył na halowych mistrzostwach Europy w 1989 w Hadze, wyprzedzając Volkera Maia z Niemieckiej Republiki Demokratycznej i Milana Mikuláša z Czechosłowacji. Na halowych mistrzostwach świata w 1989 w Budapeszcie zakwalifikował się do finału, lecz nie zaliczył w nim żadnej odległości.
Musijenko był halowym mistrzem ZSRR w trójskoku w 1982 i 1986 oraz halowym wicemistrzem w 1989.